# E65号線
E65号線 (E65ごうせん、英語: European route E65) は、欧州自動車道路のAクラス幹線道路。
スウェーデンのマルメから、ポーランド、チェコ、スロバキア、ハンガリー、クロアチア、ボスニア・ヘルツェゴビナ、再びクロアチア、モンテネグロ、セルビア、コソボ、マケドニアを経由してギリシャのハニアまでを繋いでいる。

## 経路

### スウェーデン
- E65: マルメ – イースタッド … (ポーランド)
- イースタッドからシフィノウイシチェはバルト海を渡る海路でフェリーを利用する

### ポーランド
- DK3/S3: (スウェーデン) … シフィノウイシチェ – ヴォリン（英語版） – ゴレニュフ – シュチェチン – ゴジュフ・ヴィエルコポルスキ – シフェボジン（英語版）  – ルビン - レグニツァ – イェレニャ・グラ - (チェコ)

### チェコ
- I/10: (ポーランド) - ハラホフ（英語版） – トゥルノフ（英語版）
- R10: トゥルノフ – ムラダー・ボレスラフ – プラハ
- D1: プラハ – イフラヴァ – ブルノ
- D2: ブルノ - ランジュホト（英語版） - （スロバキア）

### スロバキア
- D2: (チェコ) - ブラチスラヴァ - (ハンガリー)

### ハンガリー
- 15/M15: (スロバキア) - ラッジカー（英語版） - ホッグイェズハロム（英語版）
- M1 : ホッグイェズハロム - モションマジャローヴァール
- 86: モションマジャローヴァール – チョルナ（英語版） – ソンバトヘイ - ケルメンド（英語版）
- 76: ケルメンド – ザラエゲルセグ
- 74: ザラエゲルセグ – ナジカニジャ
- M7: ナジカニジャ – (クロアチア)

### クロアチア
- A4: (ハンガリー) – ザグレブ
- ザグレブバイパス : ザグレブ
- A1: ザグレブ – カルロヴァツ - インターチェンジ
- A6: インターチェンジ – リエカ
- D8 (A7): リエカ – セニ
- D8: セニ – ザダル
- A1: ザダル – シベニク – スプリト – オプゼン - (ボスニア・ヘルツェゴビナ)

### ボスニア・ヘルツェゴビナ
- R2: (クロアチア) - ネウム - (クロアチア)

### クロアチア
- D8: (ボスニア・ヘルツェゴビナ) - ストン - ドゥブロヴニク - (モンテネグロ)

### モンテネグロ
- 2: (クロアチア) - ヘルツェグ・ノヴィ - ペトロバツ（英語版） – ポドゴリツァ – ビイェロ・ポリェ - (セルビア)

### セルビア
- M2: (モンテネグロ) - Ribariće - (コソボ地域内) - ミトロヴィツァ - プリシュティナ - ウロシェヴァツ（英語版） - ジェネラル・ヤンコヴィチ（英語版） - (マケドニア)

### コソボ
なお、セルビアはコソボを承認していないため、同区間をセルビアのM2としている。独立した後にある程度の変更も見られる。
- 2: (セルビア) - ミトロヴィツァ - プリシュティナ - フェリザイ（英語版） - ハニ・イ・エレジト（英語版） - (マケドニア)

### マケドニア
- M3: (コソボ) - スコピエ
- M4: スコピエ – キチェヴォ – オフリド
- M5: オフリド – ビトラ
- 26 (K1-M5) : ビトラ - マケドニア・ニキ（英語版） - (ギリシャ)

### ギリシャ
- EO3: (マケドニア) - ニキ（英語版） – コザニ – ラリサ – ラミア
- A1: ラミア – Damasta
- EO27: Damasta - アンフィサ – イテア（英語版）
- EO48: イテア – アンディリオ
- リオン・アンティリオン橋
- EO8A: リオ – コリントス
- EO7: コリントス– トリポリ – カラマタ
- カラマタ - キサモス間はエーゲ海を渡る海路であり、フェリーを利用する
- EO90: キサモス（英語版） – ハニア